# 婉约派

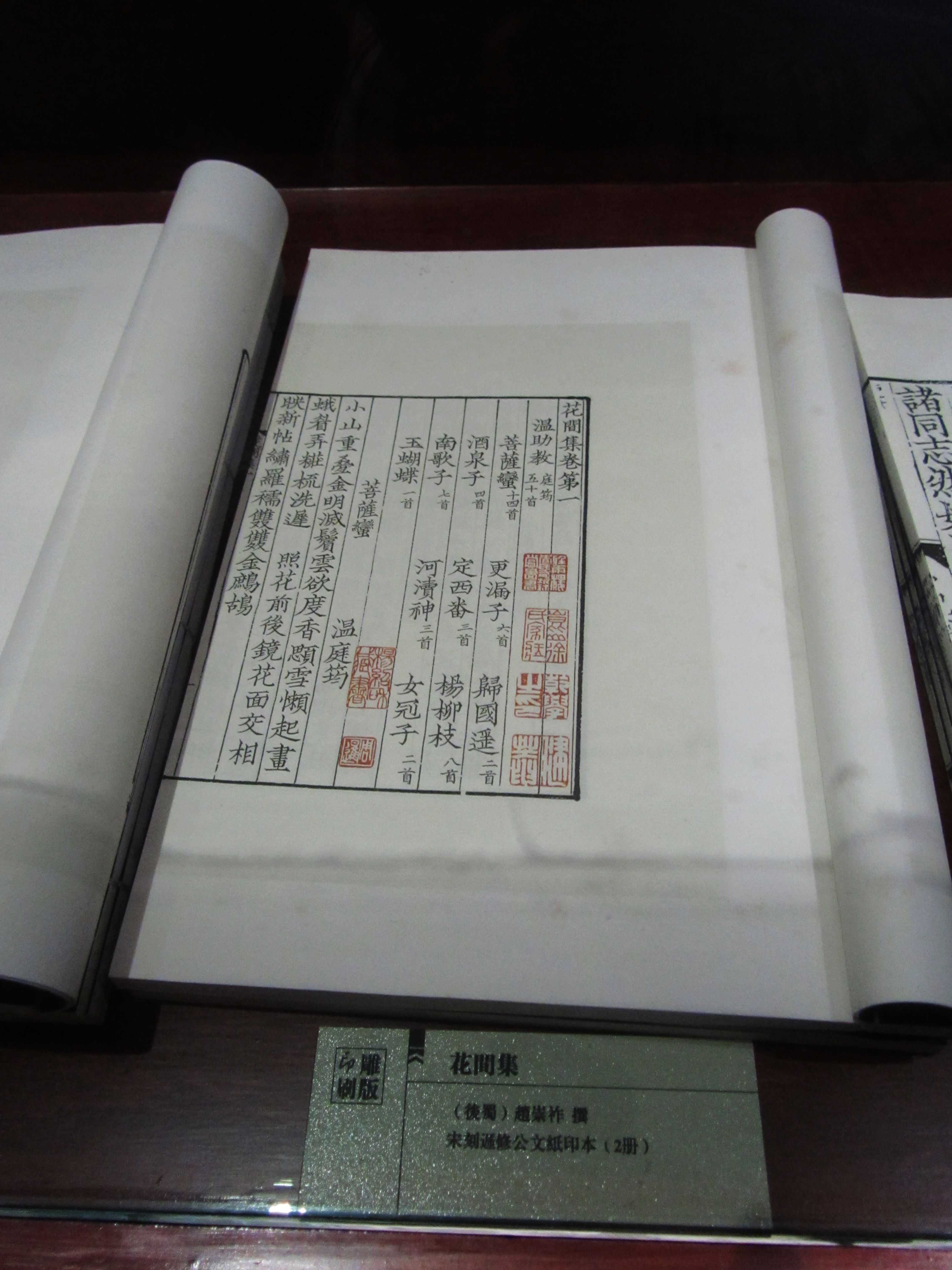
《花间集》为晚唐五代时期婉约派的代表词集。

婉约派是中国唐宋间词的流派之一，起源于晚唐五代时期，兴盛于宋代，常常与豪放派并称。明代人张綖的《诗馀图谱·凡例》中首次将词分为“婉约”和“豪放”两类。清初的“婉约派”词论认为婉约派为正宗而豪放派为变体。婉约词的内容以阴柔、相思为主，风格以清丽、柔美为主，表达修辞以含蓄隐约为主。婉约派的代表词人有柳永、李清照、周邦彥等。

## 起源

### “婉约”
《说文解字》：“婉，順也。从女宛聲。”，指女子顺从。“约，纏束也。”指束缚。“婉约”指女子温顺委屈，束缚自己的言行。
东汉王粲《神女赋》：“扬娥微眄，悬藐流离。婉约绮媚，举动多宜。”西晋陆机《文赋》：“或清虚以婉约，每除烦而去滥。”在这些文句中，“婉约”都有委屈、柔和、柔美、含蓄的意义。

### 婉约词
明代人张綖的《诗馀图谱·凡例》中首次将词粗分为“婉约”和“豪放”两类：
“词体大略有二：一体婉约，一体豪放。婉约者欲其辞情酝藉，豪放者欲其气象恢弘。盖亦存乎其人，如秦少游（秦观）之作多是婉约，苏子瞻（苏轼）之作多是豪放。大抵词体以婉约为正。”

与张綖同时或者稍晚的徐师曾也在《文体明辨序说·诗余》中有相似的言论：
至论其词，则有婉约者，有豪放者。婉约者欲其辞情蕴藉，豪放者欲其气象恢宏。盖虽各因其质，而词贵感人，要当以婉约为正。否则，虽极精工，终乖本色，非有识之可取也。
清代人王士禛《花草蒙拾》中更明确地提出“婉约派”这种说法：
张南湖（即张挺）论词派有二：一曰婉约，一曰豪放。仆谓婉约以易安为宗，豪放惟幼安称首，皆吾济南人，难乎为继类。

## 特点

### 音韵协调
以张綖与徐师曾的说法，“词体以婉约为正”。音韵协调与否在早期是判别一首词是否属于婉约派的标准。虽然近代以来有许多意见都认为应从词的内容和形式上来判断一首词是否为婉约词，而不是以音韵协调与否为标准，但是音韵协调仍然是大部分婉约词的特点之一。

### 题材较窄
婉约派的词从题材上来看较为狭窄。多为表达男欢女爱之苦、离乡思亲之愁之作。如较有名的婉约派作品中，柳永的《八声甘州》主要表现个人的失意苦闷与羁旅怀乡，李清照的《声声慢》主要反映国破家亡。

### 意境朦胧
婉约派的词在意境上微妙、迷朦，所以在情调上显得低沉柔软。常常会显得消极。

### 手法细腻
婉约派惯用的表现手法有托物寄意，即小喻大，比兴象征等。表达感情时，婉约词常常会用迂回曲折的方式。在描写景物时，婉约派常常使用细腻、优美、柔和的笔调，白描的手法。婉约词中的景物一般都是春花秋月、梧桐细雨、斜阳薄雾、烟柳红楼，显得清淡雅致、迷朦凄婉，给人以空灵隽幽之感。

### 语言清丽
婉约词的语言富于色彩感、形象感，显得清新、美丽、精巧、典雅，音调比较低沉、悠缓，节奏比较缓慢，在音韵上婉转流畅。

## 代表人物
此处列出部分有代表性的婉约派词人，其中有些词人以婉约词闻名，也有些词人同时以婉约词与豪放词闻名。

### 晚唐时期
- 温庭筠：总的来说艳丽华美、描绘物体十分细腻。
- 韦庄：比较清丽淡雅、有柔情。

温庭筠与韦庄同时也为花间派词人。这两位词人为婉约词的发展奠定了基础。

### 五代时期
- 冯延巳：词风清丽，善写离情别绪，对李煜的影响较大。
- 李煜：李煜为南唐后主，后期被宋所虏，其在被虏后的词作质量高于被虏前。王国维认为李煜词的境界高于温庭筠和韦庄[9][2]

### 北宋时期
- 柳永：主要描寫男女之情與羈旅行役，坦率生動，直言無隱，不避口語，善於融情入景和運用鋪敘手法，技巧高妙，影響了其後詞人如蘇軾和周邦彥的作品。
- 晏殊：有名句“无可奈何花落去，似曾相识燕归来。”词作思想有思辨性，较精细。[2]
- 欧阳修：詩風平和寧靜，平易流暢，不脱花间派的风格。[10]
- 晏几道：虚幻与现实交织，较为空灵。[2]
- 秦观：清新妩媚，却也最为凄婉。
- 贺铸：作品多写艳情及闺情离思，也描写世間沧桑。
- 周邦彦：寫艷情與寫景詠物為主，格律严整。

### 南宋时期
- 李清照：婉约派最具代表性的人物，前期詞風婉約，委婉含蓄，后期轉為孤寂淒苦。
- 姜夔：精於音律，自度曲頗多，喜用清淡生新的字句。
- 吴文英：风格雅致，多酬答、伤时与忆悼之作。